# 斯摩棱斯克公国
斯摩棱斯克公国是11世纪至16世纪東歐的一個國家，該國始建於1054年，1404年并入立陶宛大公国。1508年，该公国被廢除，原公國的領土成為斯摩棱斯克省。